# Francisco Ugarte Hidalgo
Francisco Jorge Ugarte Hidalgo (n. Mendoza, Argentina, 21 de marzo de 1959) es un exfutbolista argentino nacionalizado chileno, con una dilatada trayectoria en clubes de Chile y en el extranjero. Además fue jugador internacional con la selección de fútbol de Chile. 

## Clubes
| Club                 | País    | Año       |
| -------------------- | ------- | --------- |
| Unión Española       | Chile   | 1973-1977 |
| Unión La Calera      | Chile   | 1978-1979 |
| Everton              | Chile   | 1980-1981 |
| Deportes Ovalle      | Chile   | 1982      |
| Trasandino Los Andes | Chile   | 1983      |
| Cobreloa             | Chile   | 1984-1985 |
| Deportes Concepción  | Chile   | 1986      |
| Unión Española       | Chile   | 1986-1987 |
| Deportes La Serena   | Chile   | 1988      |
| Royal Charleroi SC   | Bélgica | 1988-1990 |
| PAS Giannina         | Grecia  | 1991      |
| Provincial Osorno    | Chile   | 1991      |
| O'Higgins            | Chile   | 1992-1993 |
| Everton              | Chile   | 1993      |
| Provincial Osorno    | Chile   | 1994-1995 |
| Huachipato           | Chile   | 1996      |
| Provincial Osorno    | Chile   | 1996-1999 |
| Unión Española       | Chile   | 2000      |

## Controversia por la edad
Ugarte estuvo involucrado en el caso de los pasaportes falsos en Paysandú de 1979.

## Palmarés

### Campeonatos nacionales
| Título           | Club           | País  | Año  |
| ---------------- | -------------- | ----- | ---- |
| Primera División | Unión Española | Chile | 1973 |
| Primera División | Unión Española | Chile | 1975 |
| Primera División | Unión Española | Chile | 1977 |
| Primera División | Cobreloa       | Chile | 1985 |
| Primera B        | Unión Española | Chile | 1999 |